# Mohammad Hossein Barkhah
Mohammad Hossein Barkhah (* 24. Januar 1977 in Teheran) ist ein ehemaliger iranischer Gewichtheber.
Er gewann bei den Asienspielen 1998 die Silbermedaille in der Klasse bis 77 kg. Bei den Asienmeisterschaften 1999 gewann er Bronze. 2000 nahm er an den Olympischen Spielen in Sydney teil, hatte aber keinen gültigen Versuch. Bei den Weltmeisterschaften 2001 und den Weltmeisterschaften 2002 gewann er die Bronzemedaille. Außerdem holte er bei den Asienspielen 2002 und den Asienmeisterschaften 2003 Silber, letzteres in der Klasse bis 85 kg. 2004 war er wieder in der Klasse bis 77 kg am Start und erreichte bei den Olympischen Spielen in Athen den fünften Platz. 2006 wurde er wegen eines Dopingverstoßes bis 2008 gesperrt.